# Wiosenne wody (film)
Wiosenne wody (oryg. tytuł Acque di primavera; ang. Torrents of Spring) – film kostiumowy, obyczajowy, melodramat produkcji francusko-włoskiej z roku 1989 w reżyserii Jerzego Skolimowskiego. Scenariusz na podstawie opowiadania Iwana Turgieniewa pod tym samym tytułem napisali J. Skolimowski i Arcangelo Bonaccorso.

## Obsada
- Krzysztof Janczar jako Klueber
- Marinella Anaclerio jako Luisa
- Jerzy Skolimowski jako Wiktor Wiktorowicz
- Jacques Herlin jako Pantaleone
- Valeria Golino jako Gemma Rosselli
- William Forsythe jako Połozow
- Nastassja Kinski jako Maria Nikołajewna Połozowa
- Timothy Hutton jako Dimitri Sanin
- Urbano Barberini jako Von Doenhof
- Francesca DeSapio jako matka Gemmy
- Xavier Maly jako Pulcinella
- Christian Dottorini jako Emilio
- Alexia Korda jako Mrs. Stoltz

## Fabuła
Akcja rozgrywa się w roku 1840. Rosyjski arystokrata Dimitri Sanin (Timothy Hutton) podróżując po Europie, trafia do Niemiec, gdzie poznaje piękną kobietę – Włoszkę Gemmę Rosselli (Valeria Golino). Pomiędzy nimi nawiązuje się nić sympatii, która wkrótce przeradza się w namiętność. Dimitri postanawia sprzedać swój majątek w Rosji i przenieść się do Niemiec, by ułożyć sobie życie z Gemmą.
Hipolit Połozow (William Forsythe), znajomy Dimitrija, podsuwa mu kupca – swą majętną żonę Marię Nikołajewną (Nastassja Kinski). Kobieta stawia sobie za cel uwiedzenie Dimitrija. Ten jest nią oczarowany i szybko się w niej zakochuje. Zrywa z Gemmą i planuje wyjazd z Marią. Rosjanka jednak traktuje tę znajomość jako kolejną przygodę.